# Franjevački samostan i crkva sv. Dujma u Kraju
Franjevački samostan sv. Dujma s crkvom sagrađen u gotičkom stilu 1392. godine nalazi se u mjestu Kraj na otoku Pašmanu. Dimenzije samostana su: duljina 38,3 m i širina 35,4 m. 
Samostan i crkvu sagradila je patricijska obitelj na mjestu koje su franjevcima poklonili benediktinci s Ćokovca. Crkva sv. Dujma se spominje 8. travnja 1370. u oporuci kojom Mavro pok. Frana Grisogono određuje gradnju sadašnje. Njegova majka Pelegrina 22. lipnja 1384. ugovara gradnju crkve s Dubrovčaninom Jurjem Miljanovićem, a 19. kolovoza 1389. poklanja posjede franjevcima prognanima iz Bosne (koje spominje popis samostana provincije Sklavonije 1382.) i 22. svibnja 1392. određuje da im se podigne samostan. Gradnja samostana je, vjerojatno, započela 1394., a u funkciji je u drugoj polovici 15. stoljeća. Samostan je kasnijim pregradnjama obnovljen u baroknom stilu tijekom 17. stoljeća, otkad potječu i dvorišna vrata samostana (1669.). 
Prvotna je crkvica povećana 1401. Renesansni oblik je od prije 1554. (na zabatu portala je renesansni Alešijev kipić sv. Jeronima i 1554. godina). Izvorno je crkva imala tri oltara: veliki, posvećen sv. Mariji i sv. Jeronimu sa slikom, s lijeve strane oltar sv. Franje sa slikom i velikim raspelom, a s desne Bezgrješnoga začeća sa starom slikom. Zadarski trgovac Petar pok. Cvitka određuje 6. studenog 1418. da se napravi slika u vrijednosti od 32 dukata (vjerojatno je riječ o slici Bogorodice s malim Kristom i sv. Ivanom). Fra Ljudevit Benčić je 1848. dodao dva oltara i svima promijenio titulare. Tri su mramorna: glavni (pala sv. Duje i Gospe od škapulara), "duša" (slika bl. Gospe i sv. Bonaventure) i Bezgrješnoga začeća (slika Bl. Gospe i dispute o Bezgrješnom začeću) te dva drvena: sv. Antuna Padovanskog i sv. Sebastijana. Drveni oltari su maknuti, a oltarne slike smještene u samostan. Grobovi stanovnika mještana su u crkvi od 1569. Nadgrobne ploče nose oznake nacionalne pripadnosti (starohrvatski i dalmatinski grbovi, polumjesec i zvijezda) i zanimanja (mač, kubura). Prezbiterij i sakristija su prekriveni pločicama 1912. Sadašnji je drveni strop iz 1959. godine.
Posebno su vrijedni samostanski klaustar, slike Bogorodice s malim Isusom iz 15. st. i Posljednje večere u samostanskoj blagovaonici U klaustru je najstariji grob iz 1569. pa je klaustar vjerojatno građen nakon povećanja crkve (prva polovica 16. st.). Jednostavan je i malen, s lukovima, a stupovi su od bijelog kamena. 
U samostanu je i muzej s eksponatima koji govore o povijesti otoka Pašmana s postavljenom izložbom knjiga i rukopisa, umjetnina, crkvenog posuđa i ruha, predmeta ručnog rada i arheoloških relikta. Samostan pruža katoličkim organizacijama i karitativnim ustanovama prostor za odmor.